# Alby-sur-Chéran
Alby-sur-Chéran é uma comuna francesa na região administrativa de Auvérnia-Ródano-Alpes, no departamento da Alta Saboia. Estende-se por uma área de 6.56 km². Em 2010 a comuna tinha 2 632 habitantes (densidade: 401,2 hab./km²).